# Neopotamolejeunea polyantha
Neopotamolejeunea polyantha là một loài Rêu trong họ Lejeuneaceae. Loài này được (Mont.) Reiner, Maria Elena mô tả khoa học đầu tiên năm 2000.